# Simonetta Martone
Simonetta Martone (Napoli, 21 maggio 1961) è una conduttrice televisiva, produttrice televisiva e giornalista italiana.

## Biografia
Ha frequentato la Facoltà di Lingue orientali presso l'Università di Napoli e si è diplomata alla Scuola per Interpreti di Firenze. Nel 1984 ha studiato giornalismo all'Università Paul Valéry di Montpellier. In seguito ha lavorato come traduttrice e interprete per alcune case editrici. Sempre nel 1984 ha iniziato a collaborare per la Rai sia come autrice che come conduttrice di alcuni programmi radiofonici, fra cui Bella Italia su Rai Radio 2.
Nel 1988 è entrata nella redazione di Samarcanda, condotto da Michele Santoro, su Rai 3, dove ha lavorato fino al 1992, occupandosi come produttrice dei servizi esterni e delle interviste in studio.
Nel 1993 Angelo Guglielmi le ha affidato l'ideazione di Ultimo minuto, in onda il sabato sera su Rai 3 e incentrato su casi di salvataggi in extremis. Ha condotto il programma per tutte le sue cinque edizioni, affiancata nelle prime quattro da Maurizio Mannoni. Nel 1997 ha presentato la premiazione del Festival del Cinema di Venezia. e il 7 aprile dello stesso anno ha condotto anche una puntata del programma Mai dire Gol su Italia 1 con la Gialappa's Band. Inoltre, tra il 1997 e il 1999, ha condotto insieme a Tiberio Timperi Mattina in famiglia e Mezzogiorno in famiglia. Nello stesso periodo ha condotto Vent'anni con Andrea Roncato e dal settembre 1999 il programma d'attualità Prima - La cronaca prima di tutto con Filippo Gaudenzi su Rai 1.
Nel 1998 recita nel cortometraggio di Giulio Manfredonia Tanti auguri. Nel 2003 fa un cameo nel film di Paolo Virzì Caterina va in città.
Negli anni successivi ha lavorato prevalentemente come autrice e ideatrice di programmi televisivi, tra i quali Indovina chi viene a cena, Quinto Potere, 3, 2, 1 Baila, La tintoria, Sugo, il Bello, il Brutto e il Cattivo, Wanted (con la società di produzione che ha con il suo ex-marito Gregorio Paolini, la Hangar), Metropoli, Aggratis!, Brothers in Army e Il mondo a 45 giri, documentario sulla storia della RCA.
Scrive e produce tre documentari sulla città di Napoli: Inferno, Vesuvio, I sangui di Napoli.

## Vita privata
Ha avuto una lunga relazione sentimentale con Michele Santoro.
Nel 2005 si è sposata con l'autore televisivo Gregorio Paolini, da cui si è separata nel 2013. Insieme hanno avuto un figlio.

## Televisione

### Conduttrice
- Samarcanda (Rai 3, 1988-1992)
- Ultimo minuto (Rai 3, 1993-1997)
- Mai dire Gol (Italia 1, 1997)
- Mattina in famiglia (Rai 2, 1997-1999)
- Mezzogiorno in famiglia (Rai 2, 1997-1999)
- Vent'anni (Rai 1, 1999)
- Prima - La cronaca prima di tutto (Rai 1, 1999-2000)

### Autrice
- Ultimo minuto (Rai 3, 1993-1997)
- 3, 2, 1, Baila (Italia 1, 2004)
- Quinto potere (Fox Life, 2004)
- La tintoria (Rai 3, 2006-2008)
- Sugo - 60 minuti di gusto e disgusto (Rai 4, 2008-2009)
- Il bello, il brutto e il cattivo (Rai 5, 2011)
- Wanted: il successo è un delitto? (Rai 5, 2012)
- Aggratis! (Rai 2, 2013)
- Metropoli (Rai 3, 2013)
- Brothers in Army (DMAX, 2014)
- Il mondo a 45 giri (Rai 3, 2015)
- Indovina chi viene a cena (Rai 3, dal 2016)

## Radio
- Bella Italia (Rai Radio 2, 1984)

## Filmografia

### Attrice
- Tanti auguri, regia di Giulio Manfredonia (1998)
- Caterina va in città, regia di Paolo Virzì (2003, cameo)

### Produttrice
- Inferno, regia di Ivo Vacca (2004, documentario)
- Vesuvio, documentario
- I sangui di Napoli, documentario

## Opere
- Michele Santoro, Simonetta Martone, Oltre Samarcanda, Sperling & Kupfer, 1992
- Simonetta Martone, Ultimo minuto, Rai Eri, 1994
- Simonetta Martone, Maurizio Mannoni, Luciano Camprincoli, Le cento regole d'oro che salvano la vita, Arnoldo Mondadori Editore, 1995